# Blarinomys breviceps
Blarinomys breviceps, denominado comúnmente ratón musaraña, es la única especie del género de roedor monotípico Blarinomys de la familia Cricetidae. Habita en selvas del nordeste del Cono Sur de Sudamérica.

## Taxonomía
Esta especie fue descrita originalmente en el año 1887  por el zoólogo Winge. El género fue creado posteriormente, en el año 1896 por Oldfield Thomas.

## Distribución geográfica
Se encuentra en las selvas atlánticas del sudeste de Brasil hasta la provincia de Misiones, en el nordeste de la Argentina.

## Conservación
Según la organización internacional dedicada a la conservación de los recursos naturales Unión Internacional para la Conservación de la Naturaleza (IUCN), al no poseer mayores peligros y vivir en algunas áreas protegidas, la clasificó como una especie bajo “preocupación menor” en su obra: Lista Roja de Especies Amenazadas.